# Zatrephes carmesina
Zatrephes carmesina là một loài bướm đêm thuộc phân họ Arctiinae, họ Erebidae.